# VAIO
VAIO е регистрирана търговска марка, под която се продават персоналните компютри на фирмата Сони (на английски: Sony Corporation) от юни 1996 г., и включва както настолни, така и преносими компютри. В началото VAIO е акроним за Video Audio Integrated Operation, но от 2008 година е изменен на Visual Audio Intelligence Organiser, за да бъде отпразнуван 10-годишният юбилей на марката. Официалното представяне на VAIO в България е на 26 октомври 2008 г.

## История[1]
- 1967 г. – Историята на изчислителната техника от Sony, започва с електронния калкулатор SOBAX ICC-500W
- 1982 г. – На пазара излиза първият 8-битов персонален компютър на Сони – SMC-70. Това е първият в света компютър с поддръжка на 3,5" флопи диск. Самият 3,5" стандарт е разработен от Сони. Моделът SMC-70 е разработен за графични приложения, а като език за прогамиране се използва BASIC.
- 1986 г. – излиза на пазара NWS-830 – UNIX-базирана работна станция
- юни 1996 г. – търговската марка VAIO е представена на пазара. Анонсиран е първият компютър VAIO PCV-90
- 1997 г. – представен е първият лаптоп под марката VAIO – PCG-705
- 1998 г. – VAIO e представен в Европа, с модел 505Е
- 1999 г. – излиза серия С1 с 8,9" дисплей. Това е първия ултрапортативен компютър с вградена камера. Процесорът му е 266MHz Pentium II, а камерата е 0,41 Mpixel CCD. Създадена е общността Club VAIO
- 2000 г. – излиза серия SR
- 2001 г. – серия GR
- 2002 г. – анонсиран е модела PCG-U1 с процесор Transmeta и 6,4" дисплей
- 2003 г. – излиза моделът PCG-X505, който до 2007 г. остава най-лекият в света с тегло 825 гр., 10,1" дисплей и клавиатура с разделени клавиши
- 2006 г. – представен е моделът VGN-SZ, в който за пръв път са обединени 2 видеокарти от различни производители – Intel и NVidia. Теглото му е 1,69 кг. Превключването между двете видеокарти става чрез бутон. Моделът VGN-UX е най-компакният по това време. С тегло от 486 гр., 4,5" дисплей и с процесор Intel Core Solo, той работи под управлението на Windows XP / Vista
- 2008 г. – Официално представяне на VAIO в България [2]
- 6 февруари 2014 г. Sony обявява преструктуриране на целия компютърен бизнес под марката VAIO, като го продава на Japan Industrial Partners Inc. (JIP). Новата компания под марката VAIO Corporation, в която Sony ще имат 4% дял, ще оперира предимно в Япония. [3]

## Особености и конфигурация

### Хардуер
VAIO са IBM РС съвместими компютри, проектирани в Nagano Tec – Япония и се разделят на два класа: персонален и бизнес. Стандартите и контрола на качеството изработени за всеки модел се следят и спазват, независимо какъв клас е и в коя страна е асемблиран. Използват се компоненти на фирмите: Intel, AMD, Seagate Technology, Hitachi, Toshiba, Fujitsu, Infineon, NVidia. Екранът е изработен по фирмената технология X-BRITE LCD (Clear Bright – в Япония и Азиатско-тихоокеанския регион), като осветлението може да е както с CCFL, така и със светодиоди (LED).

### Софтуер
Компютрите VAIO се продават с инсталирана операционна система Microsoft Windows 7 (98, XP, Vista – в по-старите модели), като при персоналния клас компютри се използва Home версията, а в бизнес – Proffesional. В някои модели са инсталирани Picture Motion Browser VAIO Edition, Media Go, Media Gallery, Google Chrome. Софтуерът за диагностика, разрешаване на проблеми и възстановяване на системата след срив, се нарича VAIO Care и може да се стартира чрез бутона Assist (присъстващ в моделите след 2009 г.) или от Windows. Допълнително към повечето модели произведени след 2009 г. има инсталирана Splashtop OS с модифициран Mozilla Firefox интернет браузер. Тя се активира с натискането на бутона WEB, когато компютърът е изключен, за по-бърз достъп до интернет, без да се губи време за зареждане на Windows ОС. От друга страна обаче, Sony са критикувани заради големия брой „ненужен“ софтуер, който се зарежда при първоначалното пускане на компютъра, което води до по-ниско бързодействие. 
От 24 октомври 2008  Сони започва да предлага услугата „VAIO by you“, която дава възможност на клиентите сами да си изберат компютърната конфигурация. Могат да се променят: операционната система (Windows 32bit или 64bit), количеството RAM памет, графичният хардуер, процесорът, LCD, както и оптичното устройство. Услугата е достъпна за някои модели лаптопи в страните Великобритания, Франция, Германия, Испания, Италия и САЩ.

## Проблеми
В някои от моделите се наблюдават проблеми с прегряване или с батериите, като проблемите се оповестяват на интернет страницата за поддръжка на компанията и дефектните модели или батерии се заменят безплатно.

## Модели

### Текущи модели лаптоп компютри
| Серия | Дисплей                                                                   | Процесор                                                              | Памет  | Видео карта                                                                      | Твърд диск                 | Оптично устройство | Цветова гама | Други |
| ----- | ------------------------------------------------------------------------- | --------------------------------------------------------------------- | ------ | -------------------------------------------------------------------------------- | -------------------------- | ------------------ | --- | --- |
| F     | 16" 3D VAIO Premium Full HD или 16,4" VAIO Premium Full HD                | Intel Core i5, Core i7                                                | до 6GB | NVidia GeForce 4xxM или 5xxM                                                     | до 750GB HDD или 256GB SSD | BD-RW/BD-R/DVD-RW  | Black | 1xMemory Stick Duo, 1xSD Card, 1xExpress Card 34 mm, 2xUSB 3.0, 1xeSATA, 1xVGA, 1xHDMI, Wi-Fi 802.11 a/b/g/n, Blutooth, моделите от 2011 г. са оборудвани с 3D дисплей и процесори с архитектура Intel Sandy Bridge,                                                               |
| E     | 14, 15,5 или 17,3-инчов VAIO Display                                      | Intel Core i3, Core i5, Core i7, Pentium; AMD Phenom II или Athlon II | до 8GB | AMD/ATI Mobility Radeon HD 5470, Mobility Radeon HD 5650 или Nvidia GeForce 410M | 320GB, 500GB, 640GB, 1TB   | BD-RW/BD-R/DVD-RW  | Hibiskus Pink, Blush Pink, Passion Purple, Arabesque Black, Lava Black, Gunmetal Black, Charcoal Black, Iridescent Blue, Midnight Blue, Coconut White, Silvery White, Glasier White, | 1xMemory Stick Duo, 1xSD Card, 1xExpress Card 34 mm (не е наличен в моделите от 2011 г.), 3xUSB (4xUSB в моделите от 2011 г.), 1xeSATA (не е наличен в моделите от 2011 г.), 1xVGA, 1xHDMI, Wi-Fi 802.11, вградена Motion Eye камера и микрофон, връзка с PlayStation 3, Blutooth, |
| C     | 14-инчов VAIO Display, 15,5-инчов FullHD LED VAIO Premium Backlit Display | Intel Core i5 (Sandy Bridge)                                          | до 8GB | AMD Mobility Radeon HD 6470M или Mobility Radeon HD 6630M Hybrid Graphics        | до 720GB                   | BD-RW/BD-R/DVD-RW  | Bold Black, Lightning White, Neon Green, Neon Orange | 1xMemory Stick Duo, 1xSD Card, 3xUSB 2.0 и 1xUSB 3.0, 1xVGA, 1xHDMI, Bluetooth, Wi-Fi 802.11 b/g/n, Gigabit Ethernet, HD Motion Eye camera със сензор Exmor, Intel WiDi, клавиатура с подсветка, връзка с PlayStation 3,                                                           |
| S     | 13,3" VAIO Premium                                                        | Intel Core i3, Core i5, Core i7                                       | 4GB    | NVidia GeForce 310M + Intel HD или AMD Radeon 6630M + Intel HD                   | 128GB SSD или 500GB HDD    | DVD-RW             | Black | 1xMemory Stick PRO Duo, 1xSD Card, 1xExpress Card 34 mm, 3xUSB 2.0, 1xi.Link, 1xHDMI, 1xVGA, Wi-Fi 802.11 a/b/g/n, WWAN, Bluetooth 2.1 + EDR, Motion Eye camera, |
| Z     | 13,1" VAIO Premium                                                        | Intel Core i5                                                         | 4GB    | NVidia GeForce 330M + Intel HD                                                   | 128GB Dual SSD (RAID 0)    | DVD-RW             | | 1xMemory Stick PRO Duo, 1xSD Card, 1xExpress Card 34 mm, 3xUSB 2.0 |
| Y     | 11,6" VAIO Backlit LED Display                                            | AMD E-350                                                             | 4GB    | AMD Mobility Radeon HD 6310                                                      | 500GB                      |                    | Silver, Pink | 1xMemory Stick Duo, 1xSD Card, 1xExpress Card 34 mm, 3xUSB, 1xeSATA, 1xVGA, 1xHDMI, Bluetooth, Wi-Fi 802.11 b/g/n, Gigabit Ethernet, Motion Eye camera, |
| UX    | 4,5" Clear Bright                                                         | Intel Core Solo                                                       | 4GB    | Intel GMA 950                                                                    | 30GB                       |                    | | 1xMemory Stick Duo, 1xUSB 2.0, Wi-Fi 802.11 b/g/n, Blutooth, 1x0,3MPix Camera Motion Eye и 1x1,3MPix Camera Motion Eye |

### Текущи модели десктоп компютри
| Серия | Дисплей                                   | Процесор | Памет                 | Видео карта                               | Твърд диск | Оптично устройство | Други |
| ----- | ----------------------------------------- | -------- | --------------------- | ----------------------------------------- | ---------- | ------------------ | --- |
| L     | 24" Full HD VAIO Display Plus             | до 8GB   | Intel Core 2 Duo/Quad | NVidia GeForce 330M                       | 1TB        | BD-RW              | 1xMemory Stick Duo, 1xSD Card, 5xUSB 2.0, 1xeSATA, 1xHDMI, Wi-Fi 802.11 b/g/n, Blutooth, 1xTV Tuner, 1xi.Link (IEEE 1394), 1xSPDIF, 1x 0,3MPix Camera Motion Eye |
| J     | 24" Full HD VAIO Display или Display Plus | 4GB      | Intel Core i3         | Intel HD Graphics или Nvidia GeForce 310M | 1TB        | DVD-RW             | 1xMemory Stick Duo, 1xSD Card, 4xUSB 2.0, 1xeSATA, 1xHDMI, Wi-Fi 802.11 b/g/n, Blutooth, 1xTV Tuner, 1xi.Link (IEEE 1394), 1xSPDIF, 1x 0,3MPix Camera Motion Eye |

### Стари модели

#### Лаптопи
| Серия | Дисплей            | Процесор         | Памет  | Видео карта             | Твърд диск         | Оптично устройство | Цветова гама         | Други |
| ----- | ------------------ | ---------------- | ------ | ----------------------- | ------------------ | ------------------ | -------------------- | --- |
| AR    | 17" XBrite-HiColor | Intel Core 2 Duo | до 4GB | NVidia GeForce 8600M GT | 2x160GB HDD RAID 0 | Blu-ray            | black piano finish   | 1xMemory Stick Duo, 1xSD Card, 1xExpress Card 54 mm, 3xUSB 2.0, 1xVGA, Wi-Fi 802.11 a/b/g/n, Blutooth, ATi TV Wonder Digital Cable Tuner, S-Video output, 1xiLink, Motion eye camera, 10/100/1000 Ethernet |
| NR    | 15,4" XBRITE-ECO   | Intel Core 2 Duo | до 4GB | Intel GMA X3100         | 160GB HDD          | DVD-RW             | Brown, Sylver, White | 1xMemory Stick Pro, 1xSD Card, 1xExpress Card 34 mm, 3xUSB 2.0, 1xVGA, Wi-Fi 802.11 a/b/g, Blutooth, 1xi.Link, жак за слушалки и микрофон,                                                                 |